# 맥스 먼시
맥스웰 스티븐 먼시(Maxwell Steven Muncy, 1990년 8월 25일 ~ )는 미국의 프로 야구 선수로 메이저 리그 베이스볼의 로스앤젤레스 다저스를 위하여 내야수를 맡고 있다. 그는 베일러 베어스를 위하여 대학 야구를 활약하였다. 그는 2012년 메이저 리그 베이스볼 드래프트의 5번째 라운드에서 선발되었고, 2015년부터 2016년까지 애슬레틱스를 위하여 활약하다가 후에 2018년 다저스에 입단하였다.

## 경력

### 아마추어 경력
텍사스주 미들랜드에서 태어난 먼시는 켈러에 있는 켈러 고등학교에서 수학하였다. 클리블랜드 인디언스는 2009년 메이저 리그 베이스볼 드래프트의 41번째 라운드에서 그를 선발하였다.
그는 인디언스와 계약을 맺지 않고, 베일러 대학교에서 수학하였다. 그는 2010년부터 2012년까지 베일러 베어스를 위하여 대학 야구를 하였고, 또한 2010년과 2011년 케이프코드 야구 리그의 웨어햄 게이트멘을 위하여 대학 하계 야구를 하기도 하였다. 베일러에서 자신의 3년간 먼시는 27개의 홈런과 함께 .311 타구 평균을 가졌다. 그는 두번이나 올 빅12 컨퍼런스 팀으로 선택되었다.

### 오클랜드 애슬레틱스
오클랜드 애슬레틱스는 2012년 메이저 리그 베이스볼 드래프트의 5번째 라운드에서 먼시를 선발하였다. 그는 클래스 A 미드웨스트 리그의 벌링턴 비스와 함께 자신의 프로 데뷔를 하여 64개의 경기에서 4개의 홈런과 함께 .275/.383/.432 점을 타구하였다. 그는 클래스 AA 텍사스 리그의 미들랜드 록하운즈로 승진되기 전에 클래스 A 진출의 캘리포니아 리그의 스톡턴 포츠와 함께 2013년 시즌을 시작하였다. 자신의 승진 당시 그는 21개의 홈런과 76개의 타점과 함께 캘리포니아 리그를 이끌고 있었다. 총수로 먼시는 25개의 홈런과 100개의 타점과 함께 .273/.381/.476 점을 쳤다. 시즌 후에 그는 애리조나 폴 리그의 메사 솔라삭스를 위하여 활약하였다. 그는 2014년 미들랜드로 돌아왔다.
먼시는 클래스 AAA 퍼시픽 코스트 리그의 내슈빌 사운즈와 함께 2015년 시즌을 시작하였으나 2루수 벤 조브리스트가 15일간 장애자 명단에 놓인 후, 4월 25일 메이저 리그로 승진되었다. 2015년 5월 17일 먼시는 시카고 화이트삭스의 투수 제프 서마저에 자신의 첫 메이저 리그 홈런을 쳤다. 그는 2015년 애슬레틱스를 위하여 45개의 경기에서 .206 점을 타구하였다. 그는 내슈빌과 오클랜드 사이에 2016년 시즌을 갈라놓아 그해 51개의 메이저 리그 경기에서 .186 점을 타구하였다. 애슬레틱스는 2017년 스프링 트레이닝의 말기를 향하여 먼시를 내보냈다.

### 로스앤젤레스 다저스
먼시는 2017년 4월 27일 로스앤젤레스 다저스와 마이너 리그 계약을 맺었고, 조직은 퍼시픽 코스트 리그의 오클라호마시티 다저스로 그를 지정하였다. 109개의 경기에서 그는 12개의 홈런과 44개의 타점과 함께 .309 점을 쳤다.
먼시는 2018년 4월 17일 다저스로 소집되었다. 그는 자신의 183번째 타수에서 다저스를 위하여 자신의 20번째 홈런을 쳐 프랜차이즈 기록을 세웠다. 먼시는 2018년 메이저 리그 베이스볼 올스타 게임을 위하여 올스타 최종 투표를 위한 후보로 선택되었으나 투표에서 3위를 하고 말았다. 그는 또한 올스타 브레이크 동안 홈런 더비에 참가하는 데 제공을 받아들였다. 더비의 첫 라운드에서 하비에르 바에스를 꺾은 후, 그는 준결승전에서 결국적인 챔피언 브라이스 하퍼에게 패하였다.
먼시는 .263 점을 타구하여 홈런에서 다저스를 이끌어 35개와 함께 내셔널 리그에서 5위를 하였다. 그는 137개 만의 경기에서 활약하였음에 불구하고 79개와 함께 다저스를 위하여 타구한 득점에서 2위였다. 먼시는 1루 (58), 3루 (30)와 2루 (12)에서 경기를 시작하면서 자신의 다재다능함을 발휘하였고 또한 외야수에서 6개의 경기를 활약하였다. 플레이오프들에서 그는 내셔널 리그 디비전 시리즈에서 애틀랜타 브레이브스를 상대로 2개의 홈런을 쳤어도 디비전 시리즈와 내셔널 리그 챔피언십 시리즈 둘다에서 .182 점만을 쳤다.
보스턴 레드삭스를 상대로 2018년 월드 시리즈의 3번째 경기에서 먼시는 13번째 이닝에서 동점을 득점하였고, 그러고나서 18번째 이닝에서 끝내기 홈런을 쳐 7 시간 20 분 후에 월드 시리즈 역사상 가장 장기적 경기를 끝냈다. 시리즈의 5개의 경기에서 그는 하나의 홈런과 함께 .235 점을 쳤다.
2019년 먼시는 부상 대체로서 그해 메이저 리그 베이스볼 올스타 게임으로 선발되어 자신의 첫 올스타 출연으로 워싱턴 내셔널스의 3루수 앤서니 렌던을 대체하였다. 8월 30일 먼시는 손목 골절상과 함께 부상자 명단에 놓였다. 그는 2019년 정규 시즌을 142개의 경기에서 활약하고, 35개의 홈런과 경력 사상 98개의 타점과 함께 .251/.374/.515 점을 치면서 끝냈다. 먼시는 또한 2개의 MVP 투표를 받기도 하였다.
2020년 2월 6일 다저스와 먼시는 4번째 해를 위한 1천 3백만 달러 선택권과 함께 3년, 2천 6백만 달러 확장 계약으로 동의하였다. 2020년 시즌은 북아메리카에서 코로나19 범유행의 이유로 연기되었다. 먼시는 다저스의 60개 경기 중에 58개에서 활약하였고, 12개의 홈런과 27개의 타점과 함께 .192/.331/.389 점을 쳤다. 그해 내셔널 리그 챔피언십 시리즈의 3번째 경기에서 먼시는 그랜트 데이턴에 그랜드슬램을 쳐 첫 이닝에서 11의 득점을 제한하였다. 결국적으로 다저스는 5개의 홈런을 친 그 경기에서 기록을 깼다. 4년의 세월에 3번째로 월드 시리즈로 진출하기 전에 브레이브스와 7개의 경기에서 자신들이 아직도 내셔널 리그 챔피언십 시리즈를 우승하면서 15 대 3으로 우승하였다. 2020년 월드 시리즈애서 그는 하나의 홈런과 6개의 타점과 함께 .318 점을 타구하여 다저스가 챔피언십을 우승하는 도움을 주었다.

## 연도별 타격 성적
| 연 도  | 소 속 | 경 기 | 타 석 | 타 수 | 득 점 | 안 타 | 2 루 타 | 3 루 타 | 홈 런 | 루 타 | 타 점 | 도 루 | 도 루 자 | 희 생 번 | 희 생 플 | 볼 넷 | 고 4 | 사 구 | 삼 진 | 병 살 타 | 타 율 | 출 루 율 | 장 타 율 | O P S |
| ------ | ----- | ----- | ----- | ----- | ----- | ----- | ------- | ------- | ----- | ----- | ----- | ----- | -------- | -------- | -------- | ----- | ---- | ----- | ----- | -------- | ----- | -------- | -------- | ----- |
| 2015년 | OAK   | 45    | 112   | 102   | 14    | 21    | 8       | 1       | 3     | 40    | 9     | 0     | 0        | 0        | 1        | 9     | 0    | 0     | 31    | 0        | .206  | .268     | .392     | .660  |
| 2016년 | OAK   | 51    | 133   | 113   | 13    | 21    | 2       | 0       | 2     | 29    | 8     | 0     | 0        | 0        | 0        | 20    | 1    | 0     | 24    | 2        | .186  | .308     | .257     | .565  |
| 2018년 | LAD   | 137   | 481   | 395   | 75    | 104   | 17      | 2       | 35    | 230   | 79    | 3     | 0        | 0        | 2        | 79    | 6    | 5     | 131   | 4        | .263  | .391     | .582     | .973  |
| 2019년 | LAD   | 141   | 589   | 487   | 101   | 122   | 22      | 1       | 35    | 251   | 98    | 4     | 1        | 0        | 4        | 90    | 1    | 8     | 149   | 5        | .251  | .374     | .515     | .889  |
| 통산   | 4시즌 | 374   | 1315  | 1097  | 203   | 268   | 49      | 4       | 75    | 550   | 194   | 7     | 1        | 0        | 7        | 198   | 8    | 13    | 335   | 11       | .244  | .364     | .501     | .866  |

- 2019년 기준, 굵은 글씨는 시즌 최고 성적.